# Теорія лінійних стаціонарних систем
Тео́рія ліні́йних стаціона́рних систе́м — розділ теорії динамічних систем, що вивчає поведінку і динамічні властивості лінійних стаціонарних систем (ЛСС). Використовується для вивчення процесів керування технічними системами, для цифрової обробки сигналів і в інших галузях науки і техніки.

## Огляд
Визначальними властивостями будь-якої лінійної стаціонарної системи є лінійність і стаціонарність:
- Лінійність означає лінійний зв'язок між входом і виходом системи.

Формально, лінійною називається система, що має таку властивість:
якщо сигнал на вході системи можна подати зваженою сумою впливів (наприклад, двох) — :: {\displaystyle x(t)=Ax_{1}(t)+Bx_{2}(t)}
то сигнал на виході системи є також зваженою сумою реакцій на кожен із впливів — :: {\displaystyle y(t)=Ay_{1}(t)+By_{2}(t)}
для будь-яких сталих A і B.
- Стаціонарність — означає, що вихідний сигнал системи як реакція на будь-який заданий вхідний сигнал однаковий для будь-якого моменту прикладення вхідного сигналу (з точністю до часу запізнювання моменту прикладення вхідного сигналу). У вужчому сенсі — при запізненні вхідного сигналу за часом на деяку величину, вихідний сигнал буде запізнюватися на ту ж саму величину.

Динаміку системи, що має перераховані вище властивості, можна описати однією простою функцією, наприклад, імпульсною перехідною функцією. Вихід системи можна розрахувати як згортку вхідного сигналу з імпульсною перехідною функцією системи. Цей метод аналізу іноді називають аналізом у часовій області. Сказане справедливе і для дискретних систем.

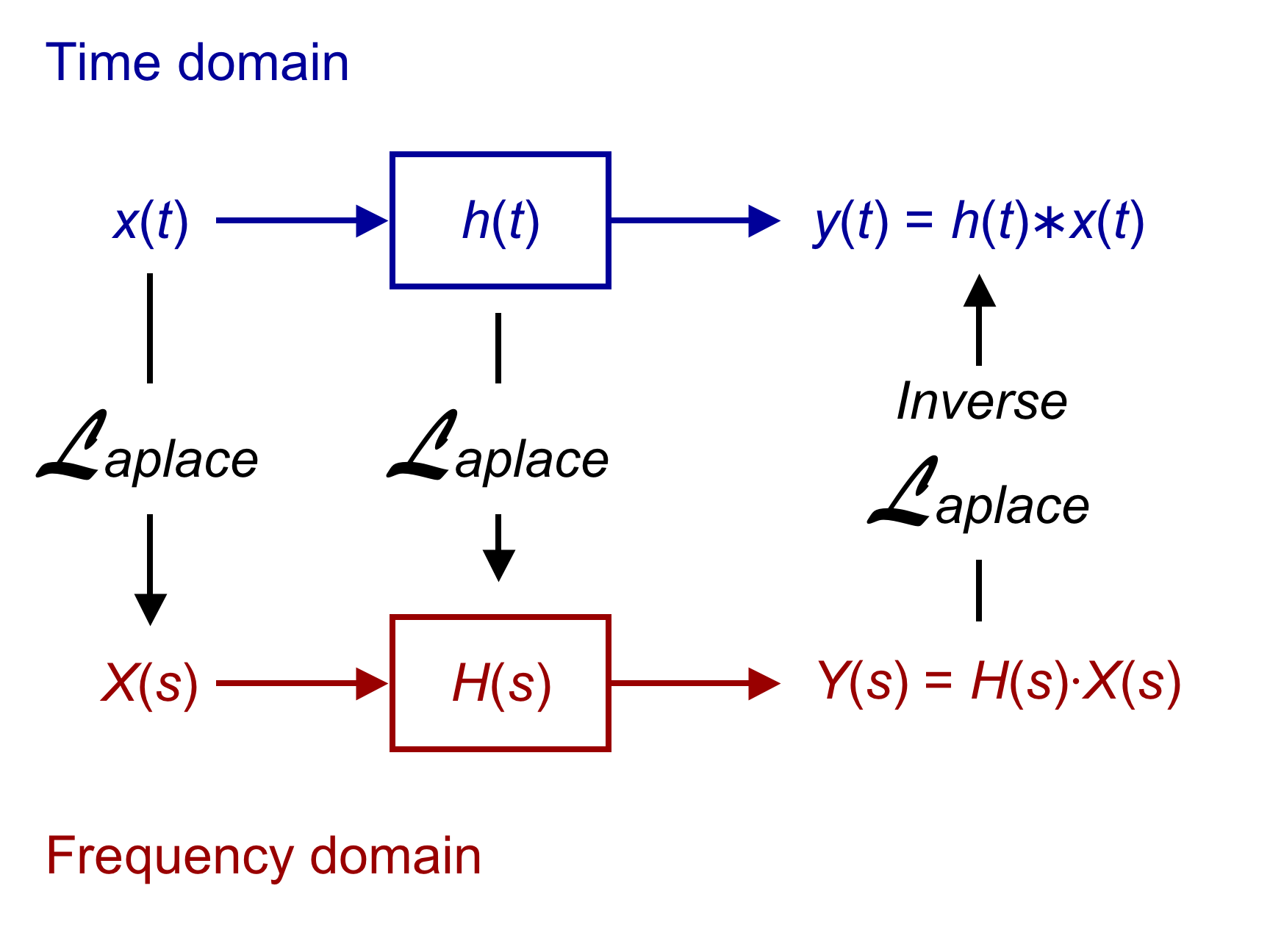
Зв'язок між часовою і частотною областями

Крім того, будь-яку ЛСС можна описати в частотній області за допомогою її передавальної функції, яка є перетворенням Лапласа імпульсної перехідної функції (або Z-перетворенням у разі дискретних систем). У силу властивостей цих перетворень, вихід системи в частотній області дорівнюватиме добутку передавальної функції і відповідного перетворення вхідного сигналу. Іншими словами, згортці в часовій області відповідає множення в частотній області.
Для всіх ЛСС власні функції є комплексними експонентами. Тобто, якщо вхід системи є комплексним сигналом {\displaystyle A\exp({st})} з деякою комплексною амплітудою {\displaystyle A} і частотою {\displaystyle s}, то вихід дорівнюватиме деякому сигналу {\displaystyle B\exp({st})} з комплексною амплітудою {\displaystyle B}. Відношення {\displaystyle B/A} буде передавальною функцією системи на частоті {\displaystyle s}.
Оскільки синусоїда є сумою комплексних експонент з комплексно-спряженими частотами, якщо вхід системи — синусоїда, то виходом системи буде також синусоїда, в загальному випадку з іншого амплітудою і фазою, але з тією ж частотою.
Теорія ЛСС добре підходить для опису багатьох систем. Більшість ЛСС значно простіше аналізувати, ніж нестаціонарні і нелінійні системи. Будь-яка система, динаміка якої описується лінійним диференціальним рівнянням зі сталими коефіцієнтами, є лінійною стаціонарною системою. Прикладами таких систем є електричні схеми, зібрані з резисторів, конденсаторів і котушок індуктивності (RLC-ланцюжки). Вантаж на пружині також можна вважати ЛСС.
Більшість загальних концепцій ЛСС схожі як у разі неперервних систем, так і в разі дискретних систем.

## Стаціонарність і лінійні перетворення
Розглянемо нестаціонарну систему, чия імпульсна характеристика є функцією двох змінних. Подивимося, як властивість стаціонарності допоможе нам позбутися від одного виміру. Наприклад, нехай вхідний сигнал — {\displaystyle x(t)}, де аргумент — числа дійсної осі, тобто {\displaystyle t\in \mathbb {R} }. Лінійний оператор {\displaystyle {\mathcal {H}}} показує, як система відпрацьовує цей вхідний сигнал. Відповідний оператор для деякого набору аргументів є функцією двох змінних:
{\displaystyle h(t_{1},t_{2}){\mbox{, }}t_{1},t_{2}\in \mathbb {R} .}
Для дискретної системи:
{\displaystyle h[n_{1},n_{2}]{\mbox{, }}n_{1},n_{2}\in \mathbb {Z} .}
Оскільки {\displaystyle {\mathcal {H}}} — лінійний оператор, вплив системи на вхідний сигнал {\displaystyle x(t)} подається лінійним перетворенням, описуваним таким інтегралом (інтеграл суперпозиції)
{\displaystyle y(t_{1})=\int \limits _{-\infty }^{\infty }h(t_{1},t_{2})\,x(t_{2})\,dt_{2}.}
Якщо лінійний оператор {\displaystyle {\mathcal {H}}} до всього іншого є і стаціонарним, тоді
{\displaystyle h(t_{1},t_{2})=h(t_{1}+\tau ,t_{2}+\tau )\qquad \forall \,\tau \in \mathbb {R} .}
Поклавши
{\displaystyle \tau =-t_{2},}
отримаємо:
{\displaystyle h(t_{1},t_{2})=h(t_{1}-t_{2},0).}
Для стислості запису другий аргумент в {\displaystyle h(t_{1},t_{2})} зазвичай опускають і інтеграл суперпозиції стає інтегралом згортки:
{\displaystyle y(t_{1})=\int \limits _{-\infty }^{\infty }h(t_{1}-t_{2})\,x(t_{2})\,dt_{2}=(h*x)(t_{1}).}
Таким чином, інтеграл згортки показує як лінійна стаціонарна система відпрацьовує будь-який вхідний сигнал. Отримане співвідношення для дискретних систем:
{\displaystyle y[n_{1}]=\sum _{n_{2}=-\infty }^{\infty }h[n_{1}-n_{2}]\,x[n_{2}]=(h*x)[n_{1}].}

## Імпульсна перехідна функція
Якщо до входу системи прикласти вхідний сигнал у вигляді дельта-функції Дірака, кінцевий вихідний сигнал ЛСС являтиме собою імпульсну перехідну функцію системи. Запис:
{\displaystyle (h*\delta )(t)=\int \limits _{-\infty }^{\infty }h(t-\tau )\,\delta (\tau )\,d\tau =h(t),}
Для дискретної системи:
{\displaystyle x[n]=\sum _{m=-\infty }^{\infty }x[m]\delta [n-m].}
(через властивості зсуву дельта-функції).
Зауважимо, що:
{\displaystyle h(t)=h(t,0)\ ({\mbox{with }}t=t_{1}-t_{2})}
тобто {\displaystyle h(t)} — імпульсна перехідна функція системи.
Імпульсна перехідна функція використовується для того, щоб знайти вихідний сигнал системи як реакцію на будь-який вхідний сигнал. Крім того, будь-який вхід можна подати у вигляді суперпозиції дельта-функцій:
{\displaystyle x(t)=\int \limits _{-\infty }^{\infty }x(\tau )\delta (t-\tau )\,d\tau }
Приклавши до входу системи, отримаємо:
{\displaystyle {\mathcal {H}}x(t)={\mathcal {H}}\int \limits _{-\infty }^{\infty }x(\tau )\delta (t-\tau )\,d\tau }
{\displaystyle \quad =\int \limits _{-\infty }^{\infty }{\mathcal {H}}x(\tau )\delta (t-\tau )\,d\tau } (оскільки {\displaystyle {\mathcal {H}}} лінійна)
{\displaystyle \quad =\int \limits _{-\infty }^{\infty }x(\tau ){\mathcal {H}}\delta (t-\tau )\,d\tau } (оскільки {\displaystyle x(\tau )} стала за t і {\displaystyle {\mathcal {H}}} лінійна)
{\displaystyle \quad =\int \limits _{-\infty }^{\infty }x(\tau )h(t-\tau )\,d\tau } (за визначенням {\displaystyle h(t)})
В імпульсній перехідній функції {\displaystyle h(t)} міститься вся інформація про динаміку ЛСС.

## Власні функції
Власна функція — функція, для якої вихід оператора являє собою ту ж функцію, в загальному випадку з точністю до сталого множника. Запис:
{\displaystyle {\mathcal {H}}f=\lambda f} ,
де f — власна функція, і {\displaystyle \lambda } — власне число, стала.
Експоненти {\displaystyle e^{st}}, де {\displaystyle s\in \mathbb {C} } є власними функціями лінійного стаціонарного оператора.

#### Доведення
Нехай вхідний сигнал системи {\displaystyle x(t)=e^{st}}. Тоді вихідний сигнал системи {\displaystyle h(t)} дорівнює:
{\displaystyle \int \limits _{-\infty }^{\infty }h(t-\tau )e^{s\tau }d\tau }
що еквівалентно такому виразу в силу комутативності згортки:
{\displaystyle \int \limits _{-\infty }^{\infty }h(\tau )\,e^{s(t-\tau )}\,d\tau }
{\displaystyle \quad =e^{st}\int \limits _{-\infty }^{\infty }h(\tau )\,e^{-s\tau }\,d\tau }
{\displaystyle \quad =e^{st}H(s)} ,
де
{\displaystyle H(s)=\int \limits _{-\infty }^{\infty }h(t)e^{-st}dt}
залежить тільки від s.
Таким чином, {\displaystyle e^{st}} — власна функція ЛСС.

## Перетворення Лапласа і Фур'є
{\displaystyle H(s)={\mathcal {L}}\{h(t)\}=\int \limits _{-\infty }^{\infty }h(t)e^{-st}dt}
є точним способом отримати власні числа з імпульсної перехідної функції. Особливий інтерес становлять чисті синусоїди, тобто експоненти вигляду {\displaystyle \exp({j\omega t})} де {\displaystyle \omega \in \mathbb {R} } і {\displaystyle j} — уявна одиниця. Їх зазвичай називають комплексними експонентами, навіть якщо аргумент не має дійсної частини. Перетворення Фур'є {\displaystyle H(j\omega )={\mathcal {F}}\{h(t)\}} дає власні числа для чисто комплексних синусоїд. {\displaystyle H(s)} називається передавальною функцією системи, іноді в літературі цей термін застосовують і до {\displaystyle H(j\omega )}.
Перетворення Лапласа зазвичай використовують для односторонніх сигналів, тобто за нульових початкових умов. Початковий момент часу без втрати загальності приймається за нуль, а перетворення береться від нуля до нескінченності (перетворення, яке виходить при інтегруванні також і до мінус нескінченності, називається двостороннім перетворенням Лапласа).
Перетворення Фур'є використовується для аналізу систем, через які проходять періодичні сигнали, і в багатьох інших випадках — наприклад, для аналізу системи на стійкість.
Через властивості згортки для обох перетворень мають виконуються співвідношення:
{\displaystyle y(t)=(h*x)(t)=\int \limits _{-\infty }^{\infty }h(t-\tau )x(\tau )d\tau }
{\displaystyle \quad ={\mathcal {L}}^{-1}\{H(s)X(s)\}}
Для дискретних систем:
{\displaystyle y[n]=(h*x)[n]=\sum _{m=-\infty }^{\infty }h[n-m]x[m]}
{\displaystyle \quad ={\mathcal {Z}}^{-1}\{H(s)X(s)\}}

## Деякі властивості
Деякі з важливих властивостей будь-якої системи — причинність і стійкість. Для того, щоб система існувала в реальному світі, має виконуватися принцип причинності. Нестійкі системи можуть бути побудованими і іноді навіть бути корисними.

### Причинність
Система називається причинною, якщо її вихід залежить тільки від поточного або попереднього прикладеного впливу. Необхідна і достатня умова причинності:
{\displaystyle h(t)=0\quad \forall t<0,}
Для дискретних систем:
{\displaystyle h[n]=0\ \forall n<0,}
де {\displaystyle h(t)} — імпульсна перехідна функція. У явному вигляді визначити причинна система чи ні з її перетворення Лапласа в загальному випадку неможливо, оскільки зворотне перетворення Лапласа не є унікальним. Причинність можна визначити, коли задано область збіжності.

### Стійкість
Система є стійкою за обмеженим входом, обмеженим виходом (англ. bounded input, bounded output stable, BIBO stable) якщо для кожного обмеженого входу вихідний сигнал є скінченним. Запис: Якщо
{\displaystyle ||x(t)||_{\infty }=\lim _{p\to \infty }\left(\int \limits _{-\infty }^{\infty }|x(t)|^{p}dt\right)^{1/p}<\infty }
і
{\displaystyle ||y(t)||_{\infty }=\lim _{p\to \infty }\left(\int \limits _{-\infty }^{\infty }|y(t)|^{p}dt\right)^{1/p}<\infty }
(тобто, максимуми абсолютних значень {\displaystyle x(t)} і {\displaystyle y(t)} скінченні), то система стійка. Необхідна і достатня умова стійкості: імпульсна перехідна характеристика системи, {\displaystyle h(t)}, має задовольняти виразу
{\displaystyle ||h(t)||_{1}=\int \limits _{-\infty }^{\infty }|h(t)|dt<\infty .}
Для дискретних систем:
{\displaystyle ||h[n]||_{1}=\sum _{n=-\infty }^{\infty }|h[n]|<\infty .}
У частотній області область збіжності має містити уявну вісь {\displaystyle s=j\omega }.